# Frederick Guthrie
Frederick Guthrie (Londres, 15 de outubro de 1833 — 21 de outubro de 1886) foi um físico e químico inglês.
Foi um dos fundadores da Physical Society of London (atual Instituto de Física) em 1874, tendo sido presidente da sociedade de 1884 a 1886. Foi professor da Royal School of Mines, onde foi mentor do futuro físico experimental Charles Vernon Boys e foi instrumental em direcionar seu interesse da química para a eletricidade.
Guthrie foi o primeiro a relatar os efeitos do gás mostarda. Em 1860 descreveu a combinação do etileno com dicloreto de enxofre e observou alguns dos efeitos fisiológico nele próprio.

## Publicações
- An examination of the waters of Mauritius
- Letters on the sugar-cane and cane-sugar
- The elements of heat and non-metallic chemistry. (1868)
- Magnetism and electricity. (1875)
- Practical physics. (1877)
- The first book of knowledge. (1881)